# Rue Leroi-Gourhan
Pour les articles homonymes, voir Leroi, Leroi-Gourhan (homonymie) et Gourhan.
La rue Leroi-Gourhan est une voie du 15e arrondissement de Paris, en France.

## Situation et accès
La rue Leroi-Gourhan est une voie publique située dans le 15e arrondissement de Paris. Elle débute allée du Général-Denain et se termine au 13, rue George-Bernard-Shaw.

## Origine du nom

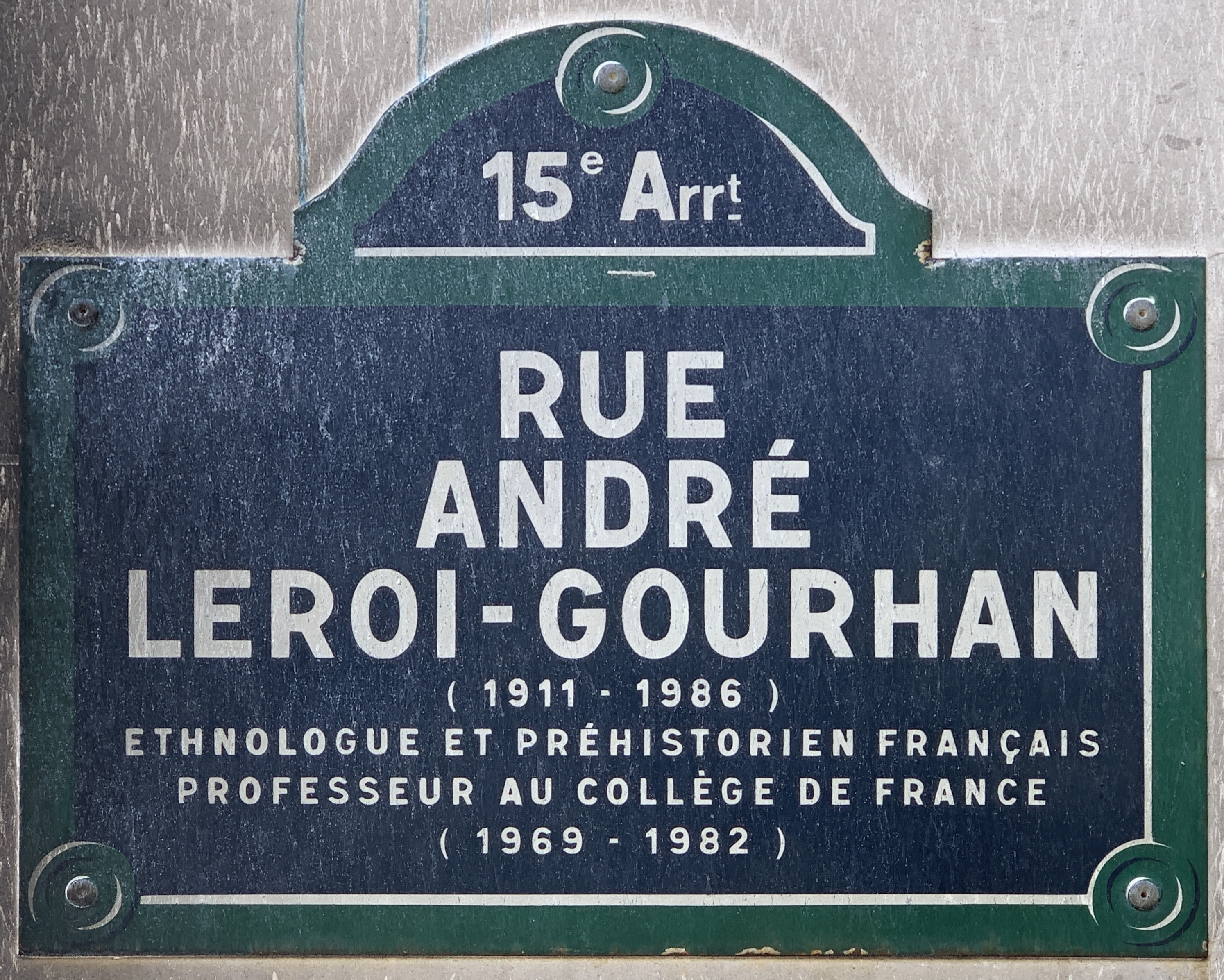
Plaque de la rue.

Elle porte le nom de l'ethnologue et préhistorien français André Leroi-Gourhan (1911-1986).

## Historique
La voie est créée dans le cadre de l'aménagement de la ZAC Dupleix sous le nom provisoire de « voie BT/15 » et prend sa dénomination actuelle le 13 décembre 1995. 